# Coelotes sawadai
Coelotes sawadai là một loài nhện trong họ Amaurobiidae.
Loài này thuộc chi Coelotes. Coelotes sawadai được miêu tả năm 2009 bởi Nishikawa.